# Créponné
Le créponné (de crépon, ondulé), est un sorbet au citron qui constitue une des spécialités de la tradition culinaire pied-noire et algérienne. Il a été créé par Gilbert Soriano à la crèmerie l'Oranaise à Oran à l'époque de l'Algérie française,.
Il est particulièrement apprécié pour ses qualités rafraîchissantes.

## Composition
Sa spécificité est de contenir du blanc d'œuf, ce qui lui donne sa texture particulière.

## Recette
On le prépare en faisant bouillir, puis infuser un sirop, contenant du sucre, du jus et des écorces de citron. Il suffit ensuite de mettre le sirop avec le blanc d'œuf au congélateur, puis de le sortir toutes les 15 minutes pour le battre au fouet, jusqu'à ce que la glace soit prise.